# Biełaruskaja czyhunka

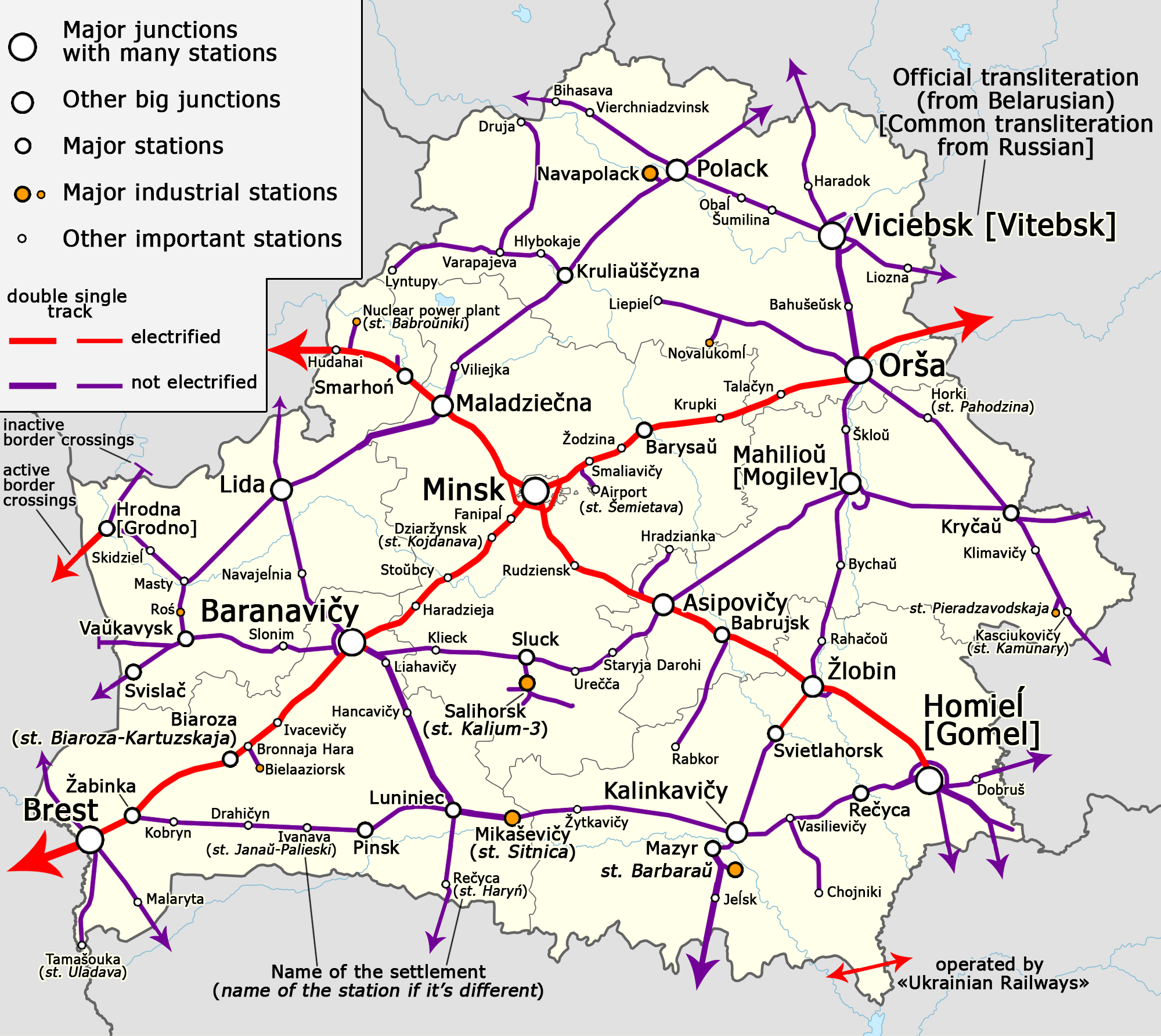
Mapa kolejowa

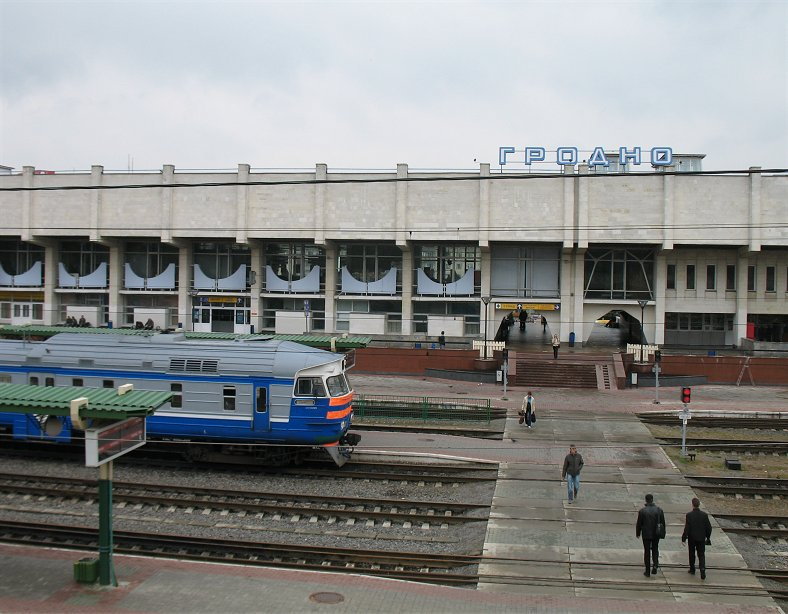
Dworzec w Grodnie

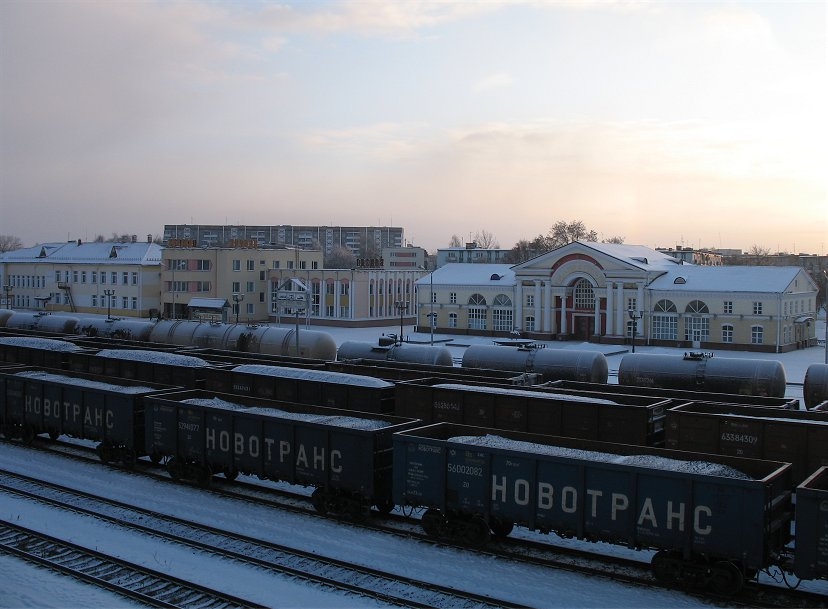
Dworzec w Połocku

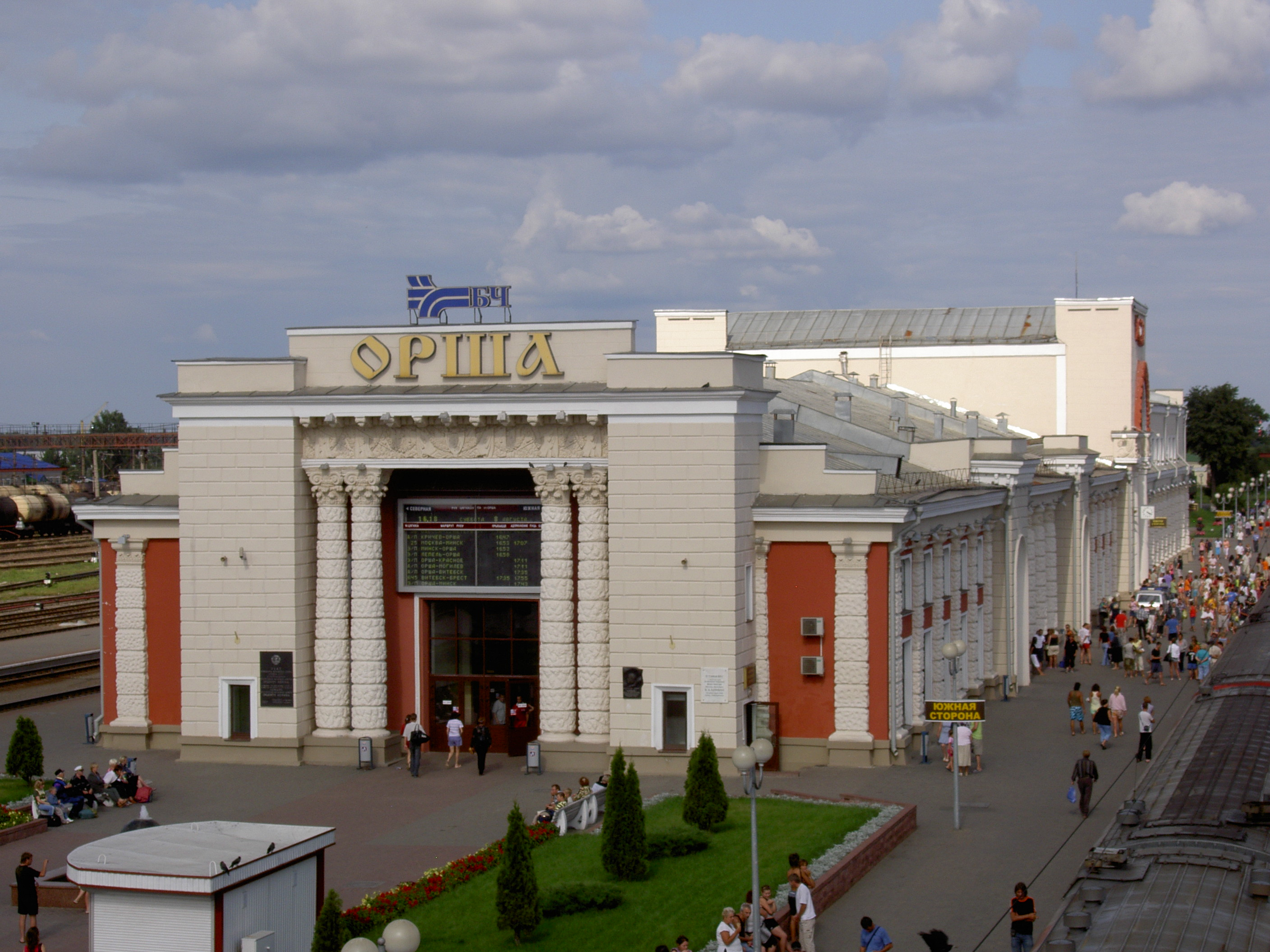
Dworzec w Orszy

Koleje Białoruskie (Беларуская чыгунка – БЧ, Белорусская железная дорога – БЖД) – operator białoruskiej sieci kolejowej, będący państwową spółką, nadzorowaną przez Ministerstwo Transportu i Komunikacji Białorusi. Przedsiębiorstwo powstało w 1992 roku, po rozpadzie ZSRR.

## Historia
Za pierwszą linię kolejową na terenie obecnej Białorusi (dł. 64 km) można uznać odcinek Porzecze – Grodno – Łosośna, oddaną do eksploatacji w 1862 r., jako element Kolei Warszawsko-Petersburskiej (ros. Петербурго-Варшавская железная дорога). Inwestycja ułatwiła rozwój lokalnej gospodarki, wzmocniła więzi z krajami bałtyckimi, rozwinęła stosunki z centralną częścią Rosji, pozwoliła na rozszerzenie rynków zbytu produktów rolnych i włókienniczych.
Z przeznaczeniem do wywozu produktów rolnych z centralnej Rosji do eksportu poprzez porty bałtyckie zostały zbudowane linie – w 1861 Ryga – Dyneburg, w 1866 Dyneburg – Witebsk, w 1868 Witebsk – Orzeł, które w 1895 połączyły się w linię Ryga – Orzeł. Pod koniec 1870 302 km linii dało regionowi dostęp do regionu Centralno-Czarnoziemnego, państw bałtyckich, w tym portu w Rydze, portów Morza Czarnego i rejonu dolnego biegu Wołgi.
W latach 1870–1871 zakończono budowę głównej arterii na dzisiejszych terenach Białorusi Brześć-Mińsk-Smoleńsk (676 km), spinającej rynki w Środkowej Rosji z Europą Zachodnią.
W 1873 zbudowano linię Wilno – Mińsk – Homel – Romny, która była częścią Kolei Landwarowsko-Romieńskiej, od 1877 Kolei Libawsko-Romieńskiej (ros. Либаво-Роменская железная дорога); w Mińsku powstał pierwszy węzeł kolejowy.
W 1873 została uruchomiona linia Kijów – Kowel – Brześć – Grajewo, łącząc Ukrainę z Prusami Wschodnimi w kierunku z północnego zachodu na południowy wschód.
W 1886 po otwarciu 4 linii – Żabinka – Pińsk, Baranowicze – Białystok, Łuniniec – Homel, Homel – Briańsk powstała Kolej Poleska (ros. Полесская железная дорога).
W 1897 powstał odcinek Osipowicze – Stare Drogi.
W 1904 rozpoczęto budowę linii Nowosokolniki – Witebsk – Żłobin, jako część linii południkowej St.Petersburg – Południe. Odcinek Witebsk – Żłobin włączono do Kolei Rysko-Orłowskiej, odcinek Witebsk – Nowosokolniki Kolei Moskiewsko-Windawo-Rybińskiej.
W 1907, była przekazana do eksploatacji linia Wielkie Łuki – Połock – Lida – Wołkowysk – Siedlce z odgałęzieniem Mosty – Grodno, która stała się częścią strategicznej magistrali Bołogoje – Siedlce. Odcinek Wołkowysk – Siedlce został dołączony do Kolei Nadwiślańskiej (ros. Привислинские железные дороги), a reszta – do Kolei Mikołajewskiej. W 1910 odcinek Wołkowysk – Połock został przekazany Kolei Poleskiej.
Na początku I wojny światowej (1914), długość wszystkich linii kolejowych na dzisiejszych terenach Białorusi wyniosła 3888 km. Dysponowała bardziej rozwiniętą siecią linii aniżeli inne gubernie Rosji. W latach 1915–1917 zostały zbudowane linie Żłobin – Kalinkowicze – Owrucz i Psków – Opoczka – Połock, zlikwidowana w 1945 r.
W 1923 oddano do eksploatacji linię Kommunary – Kriczew – Orsza, stając się częścią nowego połączenia Donbasu z Leningradem. Ukończono też budowę odcinka od Połocka na zachód, kończąc rozwijanie węzła połockiego.
W 1927 rozpoczęto eksploatację odcinka Orsza – Lepel, zbudowanego głównie dla wzmocnienia obronności Białoruskiej SRR.
W 1930 rozpoczęto budowę odcinka Mohylew – Osipowicze równoleżnikowej linii Rosław – Kriczew – Mohylew – Osipowicze, pozostałą część – w 1932, w wyniku czego powstały w republice trzy węzły kolejowe: osipowicki, mohylewski i kriczewski. W 1930 ukończono budowę odcinków Nowobielica – Czernihów, w 1931 Ratmirowicze – Staruszki.
W 1936 zreorganizowano utworzoną w latach 1922–1927 Kolej Moskiewsko-Białorusko-Bałtycką (ros. Московско-Белорусско-Балтийская железная дорога).
Na terenie Białoruskiej SRR siecią kolejową zarządzały Koleje Białoruskie i Koleje Zachodnie.
W 1939, po zaanektowaniu przez ZSRR ziem należących dotychczas do Polski, zostały utworzone Koleje Brześcia Litewskiego (ros. Брест-Литовская железная дорога) oraz Koleje Białostockie (ros. Белостокская железная дорога).
W czasie okupacji niemieckiej w Mińsku mieściły się terytorialne centra zarządzania ruchem kolejowym – w latach 1941–1942 – Główna Dyrekcja Kolejowa Centrum (niem. Haupteisenbahndirektion Mitte – HBD Minsk), w okresie 1942-1944 – Dyrekcja Komunikacji Rzeszy w Mińsku (niem. Reichsverkehrsdirektion – RVD Minsk).
W czasie II wojny światowej, uległy zniszczeniu węzły m.in.: miński, baranowicki, homelski, orszański, witebski, połocki; zniszczono ponad 4000 km szlaków oraz 3500 rozjazdów. Np. podczas ofensywy w 1944 linią Smoleńsk – Mińsk – Orsza – Mołodeczno przez 1,5 miesiąca, przewieziono ponad 45 tys. wagonów sprzętu i żywności.
W 1944 powstały koleje w granicach z 1941 r. Oddział w Mołodecznie został przeniesiony do Kolei Zachodnich (1947). W 1953 reaktywowano Koleje Białoruskie. Uruchamiano nowe linie: w 1959 – Słuck – Soligorsk oraz Ksty – Nowopołock, w 1965 – Czaśniki – Nowołukoml.
Kolej Białoruska została wpisana na listy sankcyjne odpowiednio Kanady w listopadzie 2022 roku i Ukrainy w styczniu 2023 roku. Kanada nałożyła też sankcje na szefa Kolei Białoruskich Władimira Morozowa, a później Unia Europejska, Szwajcaria, Ukraina, Australia i Nowa Zelandia.

## Struktura organizacyjna
Obejmuje 66 komórek organizacyjnych i 3 przedstawicielstw.

### Oddziały kolei[5]
- Miński Oddział Kolei Białoruskich (Минское отделение Белорусской железной дороги)
- Baranowicki Oddział Kolei Białoruskich (Барановичское отделение Белорусской железной дороги)
- Brzeski Oddział Kolei Białoruskich (Брестское отделение Белорусской железной дороги)
- Homelski Oddział Kolei Białoruskich (Гомельское отделение Белорусской железной дороги)
- Mohylewski Oddział Kolei Białoruskich (Могилевское отделение Белорусской железной дороги)
- Witebski Oddział Kolei Białoruskich (Витебское отделение Белорусской железной дороги)

### Muzea
- Muzeum Historii Kolei Białoruskich w Mińsku (Минский музей истории Белорусской железной дороги)
- Muzeum Techniki Kolejowej w Baranowiczach (Барановичский музей железнодорожной техники)
- Muzeum Techniki Kolejowej w Brześciu (Брестский музей железнодорожной техники)

## Kierownictwo Kolei Białoruskich[6]
- 1936–1937 – Paweł Władimirski (Павел Николаевич Владимирский)
- 1937–1938 – Michaił Ponomarjew (Михаил Семенович Пономарев)
- 1938–1940 – Piotr Niekrasow (Петр Михайлович Некрасов)
- 1940–1942, 1943–1946 – Nil Krasnobajew (Нил Иванович Краснобаев)
- 1946–1952 – Dmitrij Komarow (Дмитрий Яковлевич Комаров)
- 1952–1953 – Władimir Mierkułow (Владимир Алексеевич Меркулов)
- 1953–1969 – Gawrił Kociaż (Гавриил Иванович Котяш)
- 1969–1981 – Jewgienij Juszkiewicz (Евгений Павлович Юшкевич)
- 1981–1990 – Andrej Andrejew (Андрей Григорьевич Андреев)
- 1990–1993 – Stiepan Szkapicz (Степан Ильич Шкапич)
- 1993–1998 – Jewgenij Wołodżko (Евгений Иванович Володько)
- 1998–2002 – Wiktor Rachmańko (Виктор Григорьевич Рахманько)
- 2002–2004 – Wasilij Gapiejew (Василии Иванович Гапеев)
- 2004–2008 – Władimir Żereło (Владимир Ильич Жерело)
- 2008–2012 – Anatolij Siwak (Анатолий Александрович Сивак)
- 2012–2024 – Władimir Morozow (Владимир Михайлович Морозов)
- od 2024 – Siergiej Werenicz (Валерий Емельянович Веренич)[7]